# Jean-Jacques Reubell
Pour les articles homonymes, voir Reubell.
Jean Jacques Reubell ou Rewbell, né le 12 août 1777 à Colmar (Haut-Rhin), mort le 24 janvier 1847 à Antibes (Alpes-Maritimes), est un général français de la Révolution et de l’Empire.
Il est le fils du directeur Jean-François Reubell (1747-1807).

## États de service
Il entre en service le 23 avril 1792, comme sous-lieutenant dans le régiment de Nassau et il fait les campagnes de 1792 à l’an IV aux armées du Rhin, de la Moselle et de Sambre-et-Meuse. Il est nommé lieutenant le 1er mai 1793, et le 23 mai il devient adjoint à l’état-major du général Beauharnais. Il est fait prisonnier lors de la prise de Mayence le 23 juillet 1793. Il est promu capitaine de carabiniers le 12 mars 1794 et chef de bataillon le 14 janvier 1796.
Il est promu adjudant-général chef de brigade le 24 octobre 1798. Il commande à Saint-Cloud sous les ordres du général Sérurier, lors du Coup d'État du 18 brumaire et il se trouve à la journée du 19, où il reçoit un sabre d’honneur. En 1802, il fait partie de l’expédition en Guadeloupe, comme chef d’état-major du général Richepanse et en 1803, il accompagne Jérôme Bonaparte aux États-Unis. 
En 1807, il participe à la campagne de Pologne et il combat à la bataille d’Ostrolenka le 16 février 1807. Il est promu général de brigade le 8 décembre 1807 et il est fait commandeur de l'ordre de l'Union en mars 1808. Il est élevé au grade de général de division le 25 décembre 1808, au royaume de Westphalie. Il est destitué le 7 août 1809, et il émigre aux États-Unis.
De retour en France lors de la Seconde Restauration, il est réadmis au service avec le grade de maréchal de camp le 26 février 1817. Il est fait chevalier de Saint-Louis le 10 septembre 1817, et le 22 octobre suivant il prend le commandement du département de la Haute-Saône. Chevalier de la Légion d’honneur le 10 février 1819 et officier de l’ordre le 1er mai 1821, il est compris comme disponible le 1er janvier 1829. Il est admis à la retraite le 24 septembre 1836. 
Il meurt le 24 janvier 1847, à Antibes.

## Famille
À Baltimore, en 1803, il épouse Henriette Pascault de Poléon (1784-1828), fille de Louis Pascault de Poléon et amie d'Elisabeth Patterson, laquelle, héritière de la seconde fortune de la cité, devient parallèlement la femme, malheureuse, de Jérôme Bonaparte.